# Alagoinhas Atlético Clube
L'Alagoinhas Atlético Clube, noto anche semplicemente come Atlético de Alagoinhas, è una società calcistica brasiliana con sede nella città di Alagoinhas, nello stato di Bahia.

## Storia
L'Alagoinhas Atlético Clube è stato fondato il 2 aprile 1970 da un gruppo di sportivi. La prima partita ufficiale del club è stata una vittoria di 2-0 contro il Leônico, giocata l'anno successivo. L'Atlético de Alagoinhas ha raggiunto le semifinali del Campeonato Brasileiro Série B nel 1972, ed è stato eliminato alla prima fase del Campeonato Brasileiro Série C nel 2004, ed è stato di nuovo eliminato alla prima fase del Campeonato Brasileiro Série D nel 2009.

## Palmarès

### Competizioni statali
- Campeonato Baiano: 2

2021, 2022
- Campeonato Baiano Segunda Divisão: 1

2018

### Altri piazzamenti
- Campeonato Brasileiro Série B:

Terzo posto: 1972